# Rubi y los Casinos
Rubi y los Casino est un groupe espagnol de pop, originaire de Madrid, actif dans les années 1980. Il était dirigé par la chanteuse argentine María Teresa Campilongo, connue sous le nom de Rubi. 

## Histoire
Avec son ex-mari, Joe Borsani, María Teresa avait joué en Argentine dans le groupe Los Tíos Queridos. À son arrivée à Madrid, elle forme un groupe avec lequel elle répète dans une salle située dans la Calle del Casino, dans le quartier de Lavapiés, à Madrid. Elle adopte le nom de scène Rubi en raison de la couleur rouge de ses cheveux, à la suggestion de Rafael Abitbol. Le groupe commence à se faire connaître en jouant dans diverses salles de Madrid et en jouant ses démos sur des stations de radio. En novembre 1980, ils signent un contrat avec Fonogram, une filiale de Mercury, et en avril 1981 paraît leur premier single, dont la face A contient la chanson Yo tenía un novio (qu'ils interprètent en beat ensemble).
Le premier album, Quiero bailar contigo, sorti en 1982, est signé par Rubi en tant qu'artiste solo, le groupe s'étant déjà séparé à ce moment-là. Il comprend des collaborations avec de grandes figures de la pop espagnole de l'époque. L'un des titres les plus à succès est Me he enamorado de un fan, une chanson composée par Nacho Cano. Mais l'album n'a pas eu le succès escompté. L'album suivant, Todas fueron buenas chicas (1983), tente d'exploiter l'attrait de la chanteuse avec des chansons telles que Mi corazón pertenece a papi, une reprise de la chanson My Heart Belongs to Daddy interprétée par Marilyn Monroe. Après cet album, le contrat de Rubi avec Mercury prend fin et la chanteuse choisit de former un nouveau groupe, Tráfico de rubíes. Rubi enregistre ensuite un troisième album avec la formation initiale de Los Casinos, Hay amores que matan (1988), pour le label indépendant Lollipop.
Vingt ans plus tard, en 2008, la chanteuse sort un album solo de reprises de la chanteuse française Françoise Hardy, intitulé De la mano de Françoise Hardy (Factoría Autor). En 2017, le groupe se reforme pour jouer à Bilbao.

## Discographie

### Albums studio
- 1982 : Quiero bailar contigo (Mercury Records)
- 1983 : Todas fueron buenas chicas (Mercury Records)
- 1988 : Hay amores que matan (Lollipop)
- 1998 : Todas sus grabaciones en Mercury (1980-1983) (MSGNA Music)
- 2001 : Singles collection (Divucsa)

### Singles
- 1981 : Yo tenía un novio (Mercury Records)
- 1982 : Dime dónde (Mercury Records)
- 1983 : Mi corazón pertenece a papi (Mercury Records)
- 1988 : Hay amores que matan (Lollipop)
- 1988 : Te podría besar (pero no debo) (Lollipop)